# Devichour
Devichour es un pueblo ubicado en el distrito de Lalitpur, Nepal.

## Superficie
Cuenta con una superficie de 12,4 kilómetros cuadrados.

## Demografía
Hasta 2015 la población era de 4235 habitantes, con una densidad de población de 340,6 habitantes por kilómetro cuadrado. Con una población masculina y femenina de 2063 (48,7%) y 2172 (51,3%) respectivamente.
| Gráfica de evolución demográfica de Devichour entre 1975 y 2015 |
|                                                                 |
| Datos según el Centro Común de Investigación.                   |